# Nordpolitik
Nordpolitik (нім. «Північна політика») — стала визначною характеристикою зовнішньої політики Південної Кореї під час президентства Ро Те У. Основною метою цієї політики було встановлення контактів з традиційними союзниками Північної Кореї, такими як Китай і Радянський Союз, з метою нормалізації відносин.
Nordpolitik замінила попередню доктрину «ворог мого ворога — мій друг» на більш непрямий підхід, вважаючи його більш реалістичним способом взаємодії з Північною Кореєю. Ця стратегія сприяла поліпшенню економічного становища Південної Кореї, тим самим залишивши Північ більш ізольованою. Для Південної Кореї це стало значущим історичним поворотом у досягненні своїх дипломатичних цілей.
Політику Південної Кореї, названу Nordpolitik, було названо на взірець західнонімецької стратегії Ostpolitik («Східна політика»), хоча та за своєю суттю спрямовувалась на нормалізацію відносин саме з комуністичною Східною Німеччиною. Наступником Nordpolitik стала Політика сонячного світла, яка мала відчутнішу схожість із західнонімецькою Ostpolitik.

## Огляд
7 липня 1988 року президент Ро Те У залучив Кім Чонг Ві в ролі спеціального помічника з закордонних справ для здійснення політики Nordpolitik. Під час першої важливої публічної промови щодо Nordpolitik, Ро оприлюднив програму з шести пунктів. Головною метою було досягнення миру та безпеки на Корейському півострові, а також розширення торговельних партнерств Південної Кореї. В рамках цієї політики передбачалося сприяння торгівлі, обмін візитами на всіх рівнях, розвиток гуманітарних контактів між Північною та Південною Кореями, а також припинення Сеулом протидії невійськовій торгівлі між Північною Кореєю та її союзниками.
Початково, питання стосовно літніх Олімпійських ігор 1988 року, запланованих на вересень того ж року, не були включені в промову Ро Те У, але відомо, що Nordpolitik була розроблена, щоб полегшити участь країн Радянського блоку в Літніх Олімпійських іграх у Сеулі. Підготовка до Олімпіади ставила Південну Корею перед викликами, такими як звернення Північної Кореї щодо спонсорства на Іграх та можливий бойкот соціалістичного блоку, запропонований Пхеньяном. Однак завдяки прийнятій політиці Nordpolitik, китайські та радянські команди змогли брати участь, і Літні Олімпійські ігри 1988 року в Сеулі виявилися успішними.
У 1990 році Рох дав прес-конференцію відразу після падіння Берлінської стіни, заявивши, що лід холодної війни почав тріскатися. Ро також повторив, що кінцевою метою політики Nordpolitik є не ізоляція Північної Кореї, а спонукання Північної Кореї відкритися та зменшити військову напруженість.
У 1990 році після падіння Берлінської стіни, Рох провів прес-конференцію, де зазначив, що лід холодної війни почав тріскатися. Він також підтвердив, що основна мета політики Nordpolitik полягає не в ізоляції Північної Кореї, а в спонуканні Північної Кореї до відкритості та зниження військової напруженості.

## Подальше читання
- Обердорфер, Дон. Дві Кореї: Новітня історія. Addison-Wesley, 1997, 472 сторінки, ISBN 0-201-40927-5